# 宿毛湾泊地
宿毛湾泊地（すくもわんはくち）は、大日本帝国海軍が高知県の宿毛湾に設けていた泊地。

## 概要
主に宿毛湾沖の太平洋での演習を終えた艦隊が休息を行うため利用されていた。

宿毛湾に停泊中の軍艦
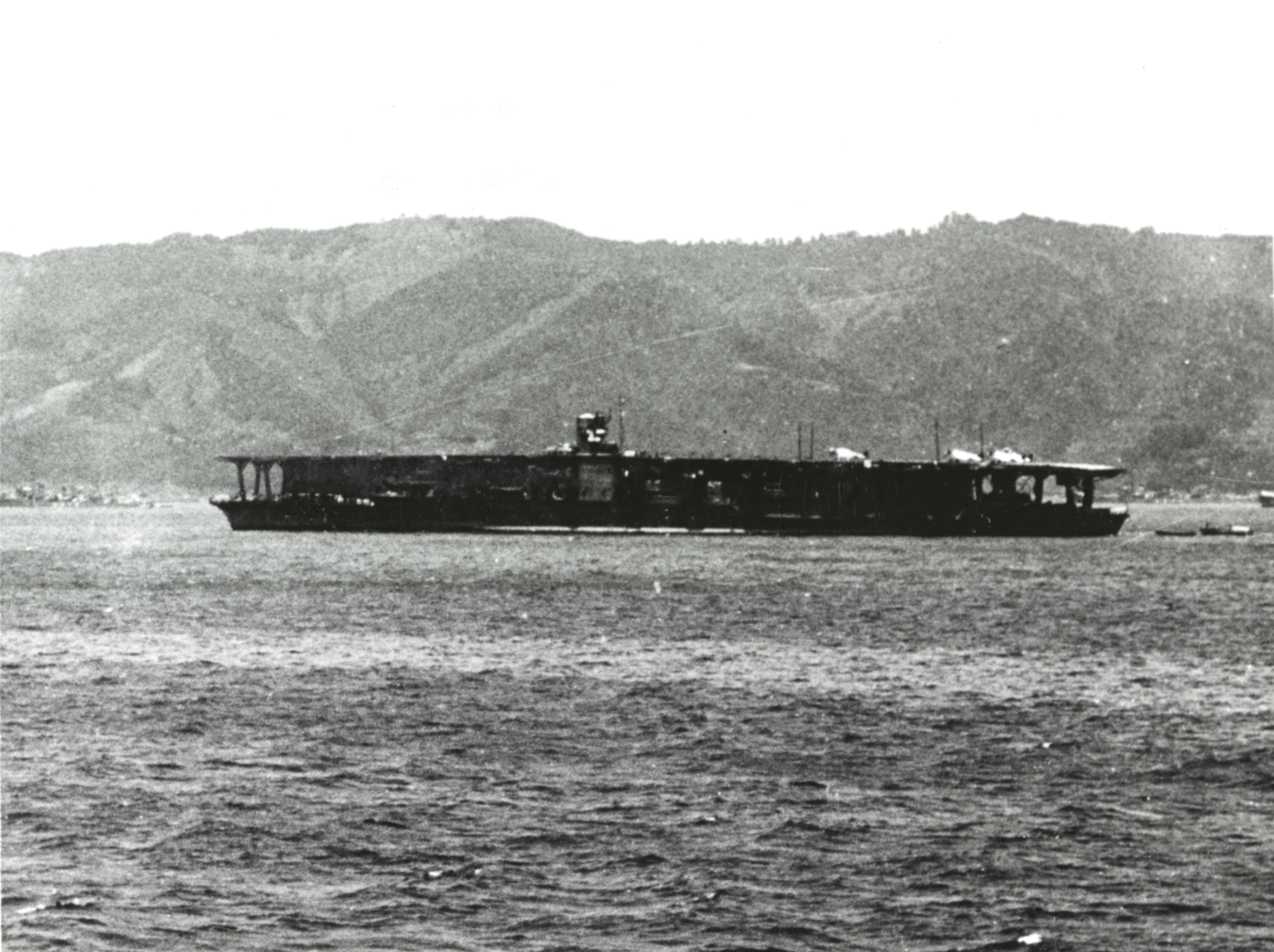
宿毛湾に停泊中の空母赤城
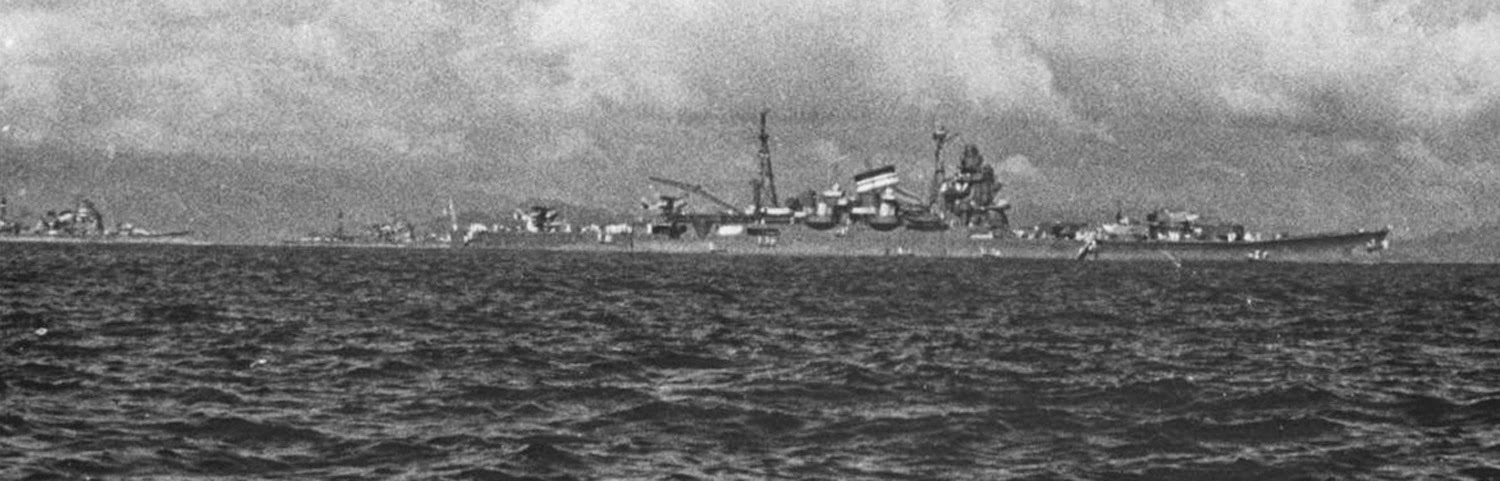
重巡筑摩。1941年撮影

1936年の二・二六事件の際は演習のため停泊していた第一艦隊が反乱軍鎮圧のため宿毛湾泊地から出撃している。

## 全速航行試験
宿毛湾泊地は演習後の艦隊休息以外に、呉海軍工廠のある瀬戸内海から近いという立地上の都合から海軍の試験海域としても利用されており、速度測定用のマイルポスト(航路標識)もあったため全速航行試験(海上公試)を行う機会が多かった、全速航行試験を行うとウェーキー(艦首波)が大きくなり勇ましく見えるため艦艇の公式写真をこのとき撮影する。そのため呉海軍工廠で建造・改装された日本海軍の艦艇写真で有名なものの多くは宿毛湾沖の全速航行試験のときに撮影されている。
横須賀工廠で建造・改装された場合は館山沖で全速航行試験が行われた。

宿毛湾で全速航行試験中の軍艦
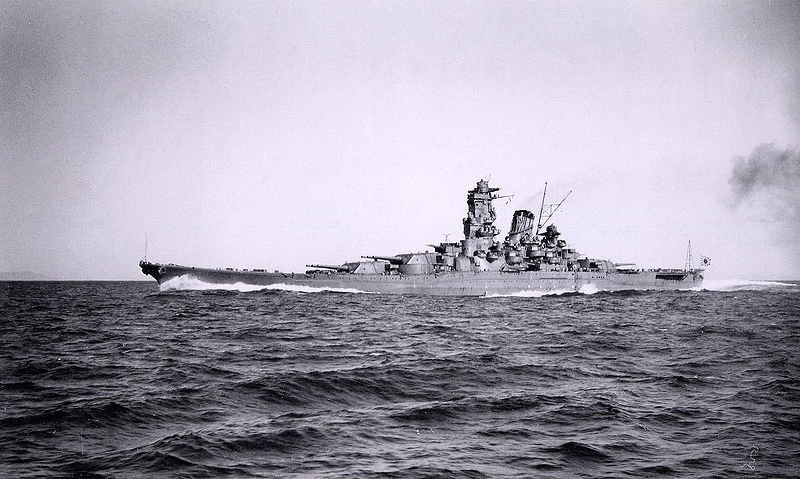
宿毛湾沖で全速航行試験中の戦艦大和
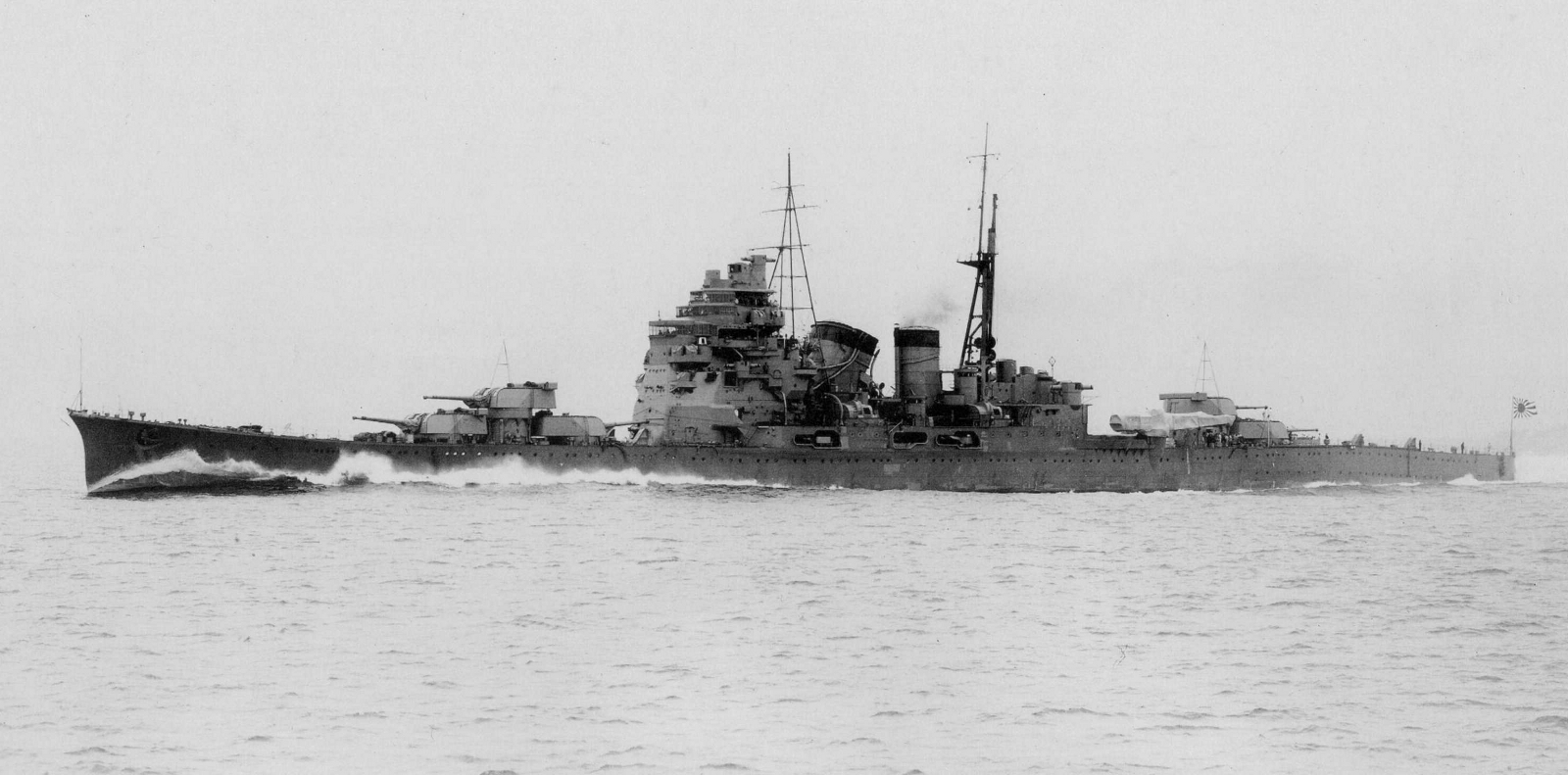
愛宕の宿毛湾沖全速航行試験